# ابرتون، اسکس
ابرتون (به انگلیسی: Abberton) یک روستا و محله مدنی در بریتانیا است که در Colchester واقع شده‌است. ابرتون ۴۲۴ نفر جمعیت دارد.